# Kostis Raptopoulos
Kostis Raptopoulos (griechisch Κωστής Ραπτόπουλος, geboren am 17. Februar 1968 in Thessaloniki) ist ein griechischer Sportjournalist, Hörfunkmoderator und ehemaliger Amateurfußballer. Darüber hinaus spielte er bereits kleinere Rollen in Filmen.

## Berufliche Laufbahn
Nachdem er bereits in verschiedensten Berufen tätig war, unter anderem als Fußballtorwart in der dritten griechischen Fußballliga, entschied Raptopoulos sich dem Journalismus zuzuwenden. Seit dem Jahr 2001 ist der für den Radiosender Metropolis 95,5 in Thessaloniki tätig, für den er in verschiedenen Sendungen als Moderator fungiert. Große Beliebtheit erfreut sich dabei die tägliche Sendung "Tis Kakomiras" (griechisch für Durcheinander), die er mit seinem langjährigen Kollegen Grigoris Kokkinos moderiert. Gesprächsgegenstand sind dabei hauptsächlich Sport- und gesellschaftliche Themen. Raptopoulos trägt durch seine Sendungen maßgeblich zum Erfolg des Radiosenders bei.
Darüber hinaus ist Raptopoulos auch als Sportanalyst für den lokalen TV-Sender ART TV tätig. Lange Jahre begleitete ihn dort der ehemalige Fußballtrainer Nikos Alefantos. Zusätzlich verfügt Raptopoulos über eine wöchentliche Sportdiskussionssendung im lokalen Fernsehsender der Region Makedonien  Europe 1. Auch kommentiert und analysiert Raptopoulos live über verschiedene Internetkanäle Fußballspiele.

## Persönliches
Kostis Raptopoulos ist Sohn des langjährigen Fußballspielers Dimitris Raptopoulos, welcher unter anderem für PAOK Thessaloniki und Aris Thessaloniki spielte.